# BGA

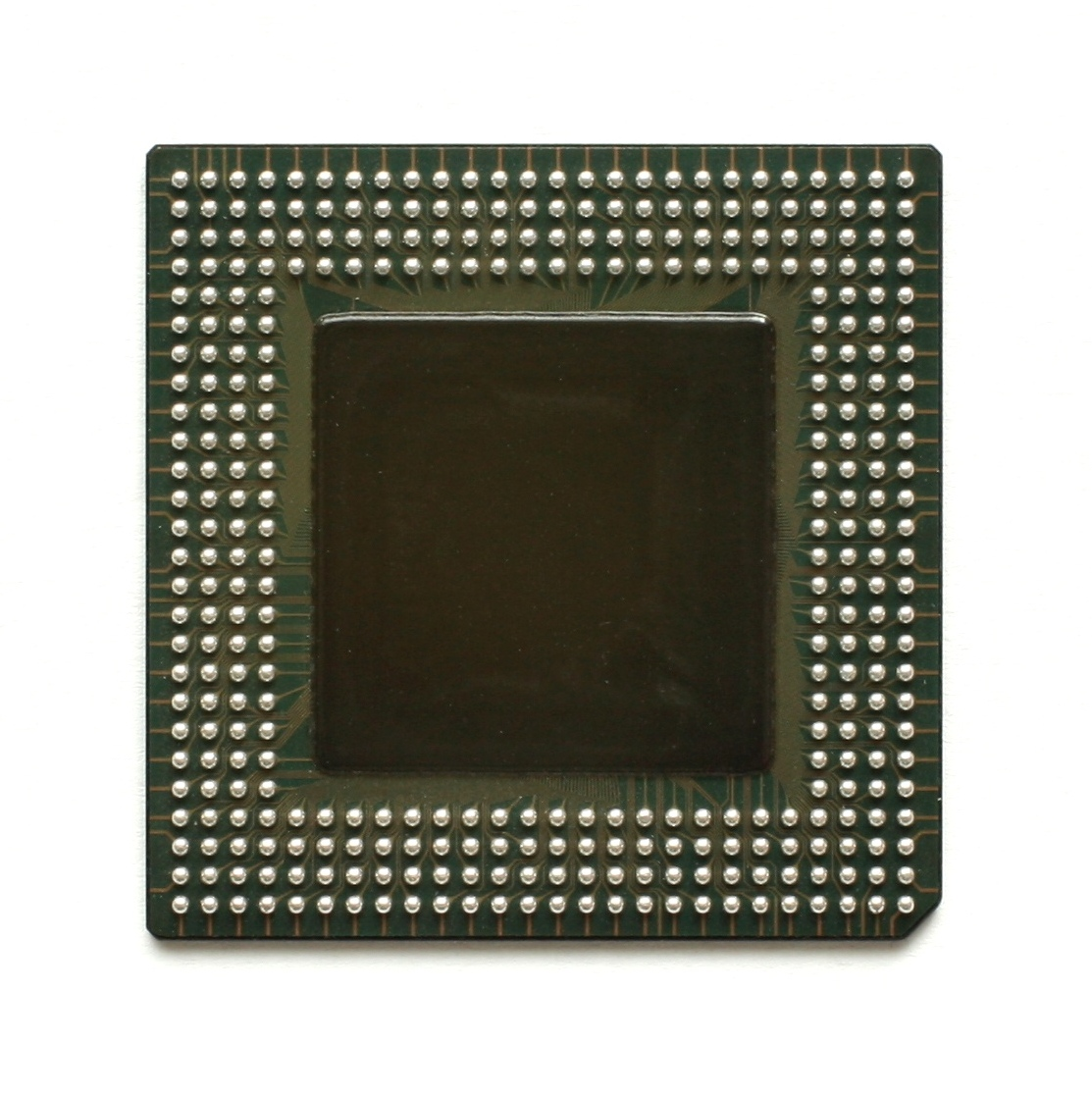
Processador Pentium MMX, um exemplo de microchip que utiliza a tecnologia BGA.

Ball grid array (BGA) é um tipo de soldagem pino a pino utilizado em circuitos integrados, como por exemplo, chipsets, memórias e microprocessadores. A conexão entre o circuito integrado e a placa é feita por pequenos pontos de solda na sua parte inferior, que estão em contato direto com o chip de silício, dispensando os pinos externos como também outros tipos de pinagens não fixos. É um tipo de soldagem onde os terminais de contato são do tipo esfera. As medidas mais comuns de esferas utilizadas em chipsets de placas-mãe de PCs ou notebooks são: 0,5, 0,6 e 0,76 milímetros. Para placas ainda menores, como as usadas em smartphones ou tablets, as esferas podem ter 0.2, 0.3 e 0,4 milímetros. Tal componente é inserido ou removido de uma placa de circuito impresso utilizando uma ferramenta denominada Estação de Retrabalho. Após a remoção desse componente, é necessário, para sua reutilização, a colocação de novas esferas através de moldes denominados stencils.

### Solda BGA com esferas prontas
Fazendo o uso de um stencil, é possível usar esferas já prontas, com um tamanho padronizado. O processo consiste em alinhar o stencil com o chip que será usado. As esferas de solda são posicionadas em cada uma das perfurações do stencil. Em seguida, aplica-se calor com a Estação de Retrabalho para que as esferas entrem em fusão e sejam soldadas ao chip.

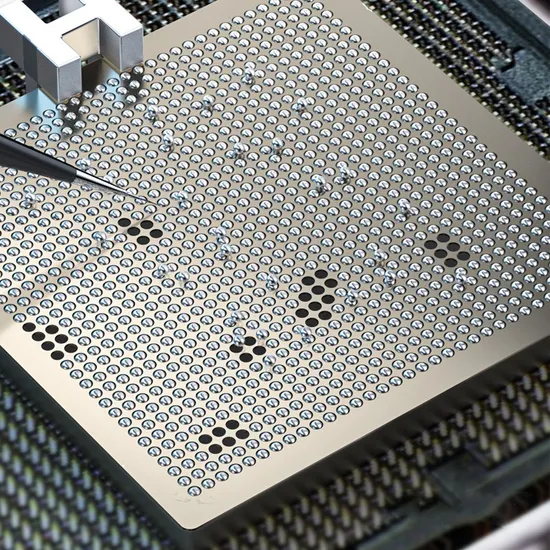
Aplicação de esferas de estanho nas perfurações de um stencil de aço inoxidável.

Esse processo envolve pinças de precisão e muitas vezes a utilização de um microscópio para auxiliar o processo.
Uma das características soldagem do tipo BGA é a grande quantidade de pinos, na ordem das centenas, possibilitando a criação de circuitos integrados com muitos I/Os. Frequentemente encontrado em FPGAs, chipsets e memórias, uma de suas vantagens é a eliminação dos fios de ouro utilizados para a conexão ao leadframe, reduzindo problemas com capacitância e indutância indesejadas em circuitos que trabalham em altas frequências.

## Avarias
As avarias associadas devem-se quase sempre a problemas de soldaduras frias nos componentes (Processadores de Vídeo GPU, CPU) devido às altas temperaturas que são sujeitos, normalmente causadas pela obstrução ou deficiência do sistema de arrefecimento, salvo rara exceção por avaria dos mesmos ou das placas. Os sintomas das avarias são a falta de imagem, imagem com interferências,barras de ruído ou em xadrez, para além de poder ser impossível ligar o equipamento, onde se encontra a placa BGA.